# 요한 야코프 발머

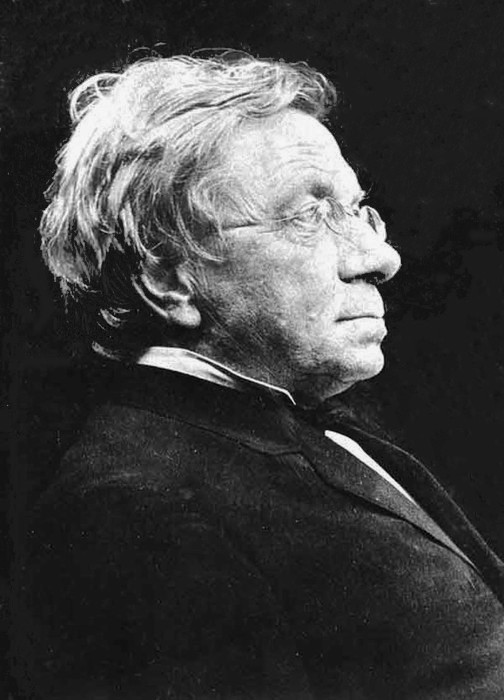
요한 야코프 발머

요한 야코프 발머(Johann Jakob Balmer, 1825년 5월 1일~1898년 3월 12일)은 스위스의 수학자이자 물리학자이다.
로잔에서 태어나 바젤의 여학교 교사를 거쳐 바젤 대학교 교수가 되었다. 만년에 스펙트럼 연구에흥미를 가져 1884년 수소 원자의 스펙트럼에 규칙성을 발견하여, 1897년에 '발머의 공식'으로 정리하였다. 특히 '발머 계열'의 발견은 유명한데, 이러한 발견을 발판으로 하여 보어의 원자 구조론이 나왔으며, 그의 발견은 물리학사의 이정표로 평가되고있다.